# League One (Engleska)
Football League One (često je još nazivaju League One ili zbog sponzorskih razloga Coca-Cola Football League 1) je druga najviša liga u Football League i treća najviša liga u engleskom nogometnom sustavu. 
Football League One je uvedena u sezoni 2004./05. Bila je ranije poznatija kao Football League Second Division i prije uvođenja Premier Lige kao Football League Third Division.

## Struktura
League One se sastoji od 24 klubova. Svaki klub igra dva puta protiv ostalih klubova (jednom kod kuće i jednom u gostima). Ako na kraju sezone klubovi imaju jednak broj bodova, konačnan poredak određuje se na temelju sljedećih kriterija: gol-razlici, broju pobjeda i konačno, razigravanjem. 
Na kraju svake sezone prva dva kluba, zajedno s pobjednikom razigravanja klubova koji su sezonu završili na pozicijama između 3. i 6. mjesta, plasiraju se u višu ligu, Football League Championship. 
S druge strane, četiri posljednjeplasirana kluba ispadaju u League Two, a prva tri kluba te lige, zajedno s pobjednikom razigravanja momčadi koje su završile na pozicijama od 4. do 7. mjesta, plasiraju se u League 1.

## Klubovi League One 2008./09.
Sljedećih 24 kluba natječu se u League One tijekom sezone 2008./09.:
| Klub                   | Pozicija sezone 2007./08.               |
| ---------------------- | --------------------------------------- |
| Brighton & Hove Albion | 7.                                      |
| Bristol Rovers         | 16.                                     |
| Carlisle United        | 4.                                      |
| Cheltenham Town        | 19.                                     |
| Colchester United      | 24. u Championshipu                     |
| Crewe Alexandra        | 20.                                     |
| Hartlepool United      | 15.                                     |
| Hereford United        | 3. u League Two                         |
| Huddersfield Town      | 10.                                     |
| Leeds United           | 5.                                      |
| Leicester City         | 22. u Championshipu                     |
| Leyton Orient          | 14.                                     |
| Millwall               | 17.                                     |
| MK Dons                | 1. u League Two                         |
| Northampton Town       | 9.                                      |
| Oldham Athletic        | 8.                                      |
| Peterborough United    | 2. u League Two                         |
| Scunthorpe United      | 23. u Championship                      |
| Southend United        | 6.                                      |
| Stockport County       | 4. u League Two (pobjednik doigravanja) |
| Swindon Town           | 13.                                     |
| Tranmere Rovers        | 11.                                     |
| Walsall                | 12.                                     |
| Yeovil Town            | 18.                                     |

## Pobjednici League One
| Sezona    | Pobjednici        | Drugoplasirani    | Pobjednik doigravanja |
| --------- | ----------------- | ----------------- | --------------------- |
| 2004./05. | Luton Town        | Hull City         | Sheffield Wednesday   |
| 2005./06. | Southend United   | Colchester United | Barnsley              |
| 2006./07. | Scunthorpe United | Bristol City      | Blackpool             |
| 2007./08. | Swansea City      | Nottingham Forest | Doncaster Rovers      |

## Rezultati doigravanja
| Sezona    | Polufinale (1. utakmica)                                                | Polufinale (2. utakmica)                                                                                                  | Finale                                                                      |
| --------- | ----------------------------------------------------------------------- | --- | --------------------------------------------------------------------------- |
| 2004./05. | Sheffield Wednesday 1:0 Brentford Hartlepool United 2:0 Tranmere Rovers | Brentford 1:2 Sheffield Wednesday Tranmere Rovers 2:0 Hartlepool United (Hartlepool pobijedio na jedaneaesterce 6:5, pr.) | Sheffield Wednesday 4:2 Hartlepool United pr.                               |
| 2005./06. | Barnsley 0:1 Huddersfield Town Swansea City 1:1 Brentford               | Huddersfield Town 1:3 Barnsley Brentford 0:2 Swansea City                                                                 | Barnsley 2:2 Swansea City (Barnsley je pobijedio na jedanaesterce 4:3, pr.) |
| 2006./07. | Yeovil Town 0:2 Nottingham Forest Oldham Athletic 1:2 Blackpool         | Nottingham Forest 2:5 Yeovil Town pr. Blackpool 3:1 Oldham Athletic                                                       | Blackpool 2:0 Yeovil Town                                                   |
| 2007./08. | Southend United 0:0 Doncaster Rovers Leeds United 1:2 Carlisle United   | Doncaster Rovers 5:1 Southend United Carlisle United 0:2 Leeds United                                                     | Leeds United 0:1 Doncaster Rovers                                           |

## Klubovi koji su ispali
| Sezona    | Klubovi                                                        |
| --------- | -------------------------------------------------------------- |
| 2004./05. | Torquay United, Wrexham, Peterborough United, Stockport County |
| 2005./06. | Hartlepool United, Milton Keynes Dons, Swindon Town, Walsall   |
| 2006./07. | Chesterfield, Bradford City, Rotherham United, Brentford       |
| 2007./08. | Bournemouth, Gillingham, Port Vale, Luton Town                 |

## Najbolji strijelci
| Season    | Top scorer      | Club              | Goals |
| --------- | --------------- | ----------------- | ----- |
| 2004./05. | Stuart Elliott  | Hull City         | 27    |
| 2004./05. | Dean Windass    | Bradford City     | 27    |
| 2005./06. | Freddy Eastwood | Southend United   | 23    |
| 2005./06. | Billy Sharp     | Scunthorpe United | 23    |
| 2006./07. | Billy Sharp     | Scunthorpe United | 30    |
| 2007./08. | Jason Scotland  | Swansea City      | 24    |

## Stadioni League One 2008./09.
| Klub                   | Stadion                      | Kapacitet |
| ---------------------- | ---------------------------- | --------- |
| Leeds United           | Elland Road                  | 40,242    |
| Leicester City         | Walkers Stadium              | 32,500    |
| Huddersfield Town      | Galpharm Stadium             | 24,500    |
| MK Dons                | stadium:mk                   | 22,000    |
| Millwall               | The New Den                  | 20,146    |
| Tranmere Rovers        | Prenton Park                 | 16,789    |
| Carlisle United        | Brunton Park1                | 16,651    |
| Swindon Town           | County Ground                | 15,728    |
| Peterborough United    | London Road Stadium1         | 15,314    |
| Oldham Athletic        | Boundary Park                | 13,624    |
| Southend United        | Roots Hall                   | 12,392    |
| Bristol Rovers         | Memorial Stadium1            | 11,916    |
| Walsall                | Bescot Stadium               | 11,300    |
| Stockport County       | Edgeley Park                 | 10,651    |
| Crewe Alexandra        | Alexandra Stadium            | 10,118    |
| Colchester United      | Colchester Community Stadium | 10,000    |
| Yeovil Town            | Huish Park1                  | 9,600     |
| Leyton Orient          | Brisbane Road                | 9,271     |
| Scunthorpe United      | Glanford Park                | 9,088     |
| Brighton & Hove Albion | Withdean Stadium2            | 8,850     |
| Hartlepool United      | Victoria Park1               | 7,691     |
| Northampton Town       | Sixfields Stadium            | 7,653     |
| Hereford United        | Edgar Street1                | 7,100     |
| Cheltenham Town        | Whaddon Road1                | 7,066     |

1Stadioni koji imaju podlogu
2Stadioni koji nisu specifično samo nogometni

## Vanjske poveznice
- Službena stranica  Arhivirana inačica izvorne stranice od 16. listopada 2005. (Wayback Machine)
- Football League One - lokacije klubova  Arhivirana inačica izvorne stranice od 11. ožujka 2007. (Wayback Machine)